# Strömsrum
Strömsrum este o arie protejată (arie specială de conservare — SAC, sit de importanță comunitară — SCI) din Suedia întinsă pe o suprafață de 75,8 ha, integral pe uscat.

## Localizare
Centrul sitului Strömsrum este situat la coordonatele 56°56′28″N 16°29′18″E / 56.9412°N 16.4884°E.

## Înființare
Situl Strömsrum a fost declarat sit de importanță comunitară în ianuarie 2002 pentru a proteja 3 specii de animale. Situl a fost protejat și ca arie specială de conservare în martie 2011.

## Biodiversitate
Situată în ecoregiunile boreală și marină baltică, aria protejată conține 7 habitate naturale: Pășuni din zone de pădure fino-scandinave, Pășuni de coastă din Baltica boreală, Pajiști cu Molinia pe soluri calcaroase, turboase sau argilos-nămoloase (Molinion caeruleae), Formațiuni ierboase bogate în specii de Nardus, dezvoltate pe substraturi silicioase în zone montane (și în zone submontane, în Europa continentală), Pajiști uscate europene, Litoraluri nisipoase din Baltica boreală cu vegetație perenă, Pajiști fino-scandinave uscate până la mezice, bogate în specii de altitudine mică.
La baza desemnării sitului se află mai multe specii protejate:
- mamifere (1): liliac cârn (Barbastella barbastellus)
- nevertebrate (2): rădașcă (Lucanus cervus), Osmoderma eremita